# Valeska Grisebach

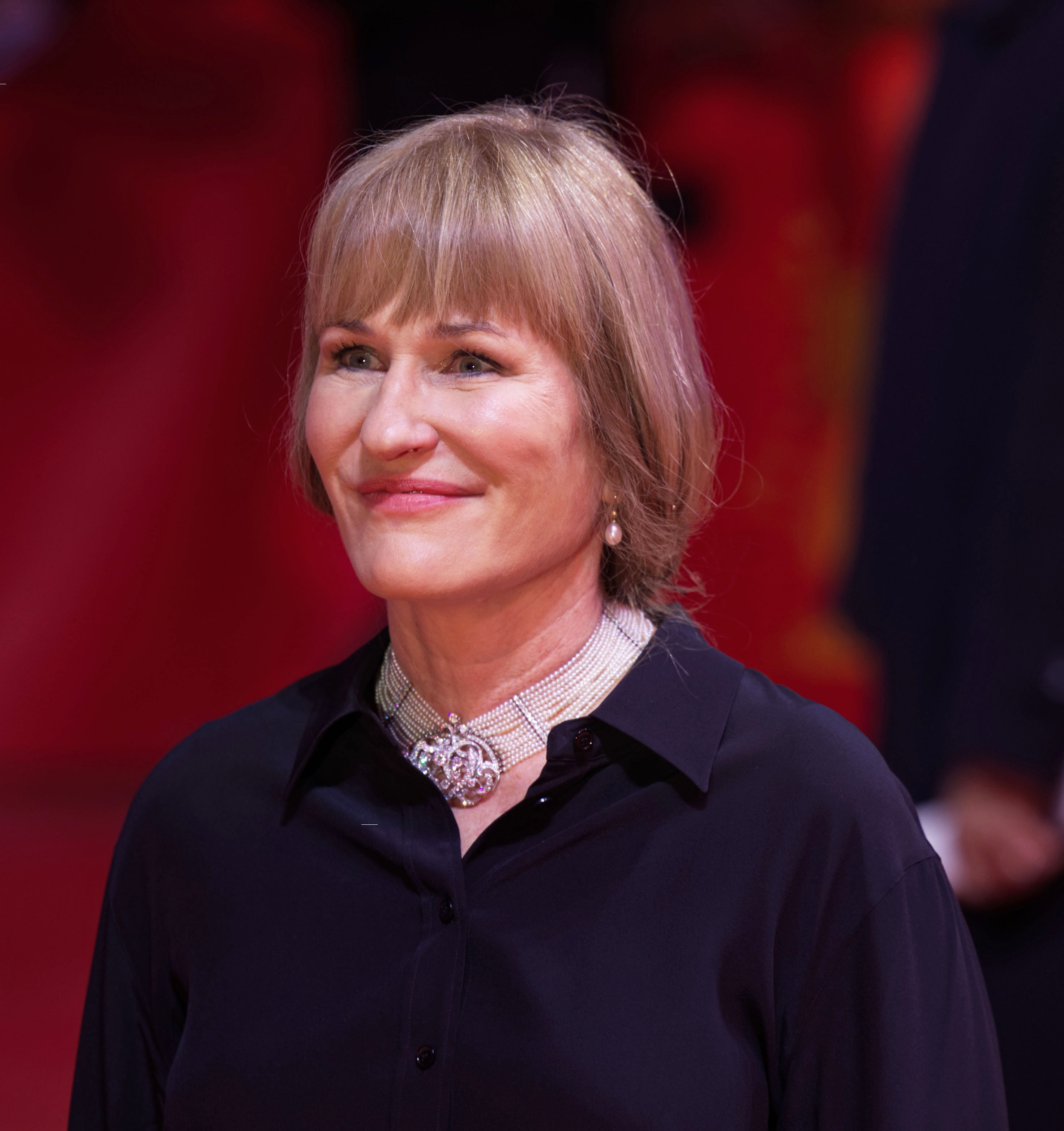
Valeska Grisebach bei der Berlinale 2023

Valeska Grisebach (* 4. Januar 1968 in Bremen) ist eine deutsche Filmregisseurin. Sie wird der Berliner Schule und dem Neuen Österreichischen Film zugerechnet.

## Leben
Valeska Grisebach studierte zunächst Germanistik und Philosophie in Berlin, München und Wien, bevor sie ein Filmstudium in Wien begann. Ihr Abschlussfilm Mein Stern wurde 2002 für den Adolf-Grimme-Preis nominiert und gewann den Kritikerpreis auf dem Internationalen Filmfestival von Toronto sowie den Hauptpreis des Torino Film Festivals. 2006 stellte sie ihren zweiten Spielfilm Sehnsucht im Wettbewerb der Internationalen Filmfestspiele in Berlin vor.
Im Jahr 2023 wurde sie in die Wettbewerbsjury der 73. Berlinale eingeladen.
Valeska Grisebach ist Mitglied der Europäischen Filmakademie. Die Schauspielerin Anna Grisebach ist ihre Schwester.

## Filme
Grisebach zählt neben Barbara Albert, Jessica Hausner und Ruth Mader zu einer Gruppe von Filmemacherinnen aus Österreich, die dem Neuen Österreichischen Film bzw. der Viennese new wave zugerechnet werden, häufig zusammen gearbeitet haben und eng mit der Filmproduktionsfirma Coop99 verbunden sind. Gleichzeitig wird ihr Filmschaffen in Deutschland verortet: „This dual heritage has lead to Grisebach having a rather hybrid status in discourses of national cinema.“
Sie arbeitet häufig mit Laiendarstellern.

## Filmografie
- 1997: In der Wüste Gobi (Dokumentarfilm; Regie)
- 1999: Berlino (Kurz-Dokumentarfilm; Regie)
- 2001: Mein Stern (Spielfilm; Buch und Regie)
- 2006: Sehnsucht (Spielfilm; Buch und Regie)
- 2007: Narben (Dokumentarfilm; Regie)
- 2017: Western (Spielfilm; Buch und Regie)

## Auszeichnungen
- 2001: First Steps Award für Mein Stern
- 2001: Prize of the City of Torino auf dem Torino Film Festival für Mein Stern
- 2001: International Critics’ Award (Special Mention) des Toronto International Film Festival für Mein Stern
- 2006  Special Jury Award des Festival Internacional de Cine Independiente in Buenos Aires
- 2006  Premio Lino Micciché Award des Pesaro Film Festival
- 2006: Special Jury Award des Warsaw International Film Festival „for putting life on the screen“ für Sehnsucht
- 2006: Grand Prix Asturias des Gijón International Film Festival in der Kategorie „Bester Spielfilm“ für Sehnsucht
- 2006: Filmkunstpreis beim Festival des deutschen Films für Sehnsucht
- 2017: Filmkunstpreis beim Festival des deutschen Films für Western[8]
- 2017: Günter-Rohrbach-Filmpreis – Filmpreis für Western[9][10]
- 2018: Preis der deutschen Filmkritik 2017 – Auszeichnung in der Kategorie Bester Spielfilm für Western[11]
- 2018: Deutscher Filmpreis in Bronze für Western (Bester Spielfilm)